# William I. Traeger
William Isham Traeger (ur. 26 lutego 1880 w Porterville, zm. 20 stycznia 1935 w Los Angeles) – amerykański szeryf, polityk, członek Partii Republikańskiej.

## Działalność polityczna
Od 1921 do1932 był szeryfem hrabstwa Los Angeles. W okresie od 4 marca 1933 do 3 stycznia 1935 przez jedną kadencję był przedstawicielem nowo utworzonego 15. okręgu wyborczego w stanie Kalifornia w Izbie Reprezentantów Stanów Zjednoczonych.